# Félicien Courbet
Félicien Jules Émile Courbet (Ixelles, 25 febbraio 1888 – Ixelles, 20 dicembre 1967) è stato un pallanuotista belga, vincitore di una medaglia di bronzo alle olimpiadi di Stoccolma 1912.